# Aérodrome de Nogaro
L’aérodrome de Nogaro (code OACI : LFCN) est un aérodrome ouvert à la circulation aérienne publique (CAP), situé sur les communes de Nogaro et Caupenne-d'Armagnac dans le Gers.

## Histoire
L'aérodrome a été construit en 1932 à l'initiative de Jean Armagnac, conseiller municipal de Nogaro, pour accueillir les activités de vol moteur de l’aéro-club du Bas-Armagnac qu'il a lancé et qui débute avec un Caudron Luciole. Il s'y ajoute en 1946 une section vol à voile.
En 1960, une parcelle non utilisée est cédée à son fils Paul pour créer un autodrome, qui deviendra le circuit Paul-Armagnac. Sa ligne droite la plus longue, appelée « ligne droite de l'aérodrome », longe la piste en herbe.

## Installations
L’aérodrome dispose de deux pistes orientées nord-ouest/sud-est :
- une piste bitumée (14L/32R) longue de 1 000 m et large de 23 ;
- une piste en herbe (14R/32L) longue de 950 m et large de 65, accolée à la première et réservée aux planeurs et aux avions basés.

L’aérodrome n’est pas contrôlé. Les communications s’effectuent en auto-information sur la fréquence de 119,500 MHz.  
S’y ajoutent :
- une aire de stationnement ;
- des hangars ;
- une station d’avitaillement en carburant (100LL) et en lubrifiant[5].

## Activités

### Loisirs et tourisme
L'aéroclub, gestionnaire de l'aérodrome, rebaptisé en 2018 « aéroclub du Bas-Armagnac André-Malibos » du nom de son président depuis 1978, est l'un des seuls en France à pratiquer à la fois planeur, avion, ULM, construction amateur et hélicoptère. Il fait partie des dix premiers clubs français de vol à voile.

### Sociétés implantées
La société « Nogaro Aviation » basée sur le terrain est spécialisée dans l'entretien et le suivi de navigabilité des avions légers.
L'aérodrome fait partie du « Nogaropôle », complexe industriel et technologique implanté à proximité de l'autodrome.
| \| 20 km1:2 341 000 \| Albi · Le Sequestre Montauban Millau · Larzac Cassagnes · Bégonhès Villefranche-de-Rouergue Mende · Brenoux Nogaro Condom · Valence-sur-Baïse Cahors · Lalbenque Figeac · Livernon Lasbordes Muret-Lherm · Saint-Gaudens · Montréjeau Bagnères · de-Luchon Pamiers · Les Pujols Saint-Girons · Antichan Castelnaudary · Villeneuve Lézignan · Corbières Alès · Cévennes Toulouse · Blagnac Francazal · Auch · Gers Castres · Mazamet Rodez · Aveyron Tarbes · Lourdes · Pyrénées Brive · Souillac Carcassonne · Salvaza Montpellier · Méditerranée Béziers · Cap d'Agde Nîmes · Garons Perpignan · Rivesaltes |
| 20 km1:2 341 000 |